# Archibald Reiss
Rudolphe Archibald Reiss (n. 8 iulie 1875, Hausach, Baden-Württemberg, Germania – d. 7 august 1929, Belgrad, Regatul Iugoslaviei) a fost un criminolog, om de știință, profesor și scriitor germano-elvețian.

## Formarea profesională
Familia Reiss a lucrat în domeniul agriculturii și vinificației. Archibald a fost al optulea din cei zece copii ai latifundiarului Ferdinand Reiss și al Paulinei Sabine Anna Gabriele Seutter von Loetzen. După ce a absolvit liceul în Germania, el a mers la studii în Elveția. A obținut un doctorat în chimie la vârsta de 22 de ani și a devenit expert în fotografie și științe medico-legale. 
În 1906 a fost numit profesor de criminalistică la Universitatea din Lausanne. În 1909 a fondat primul program științific universitar de criminalistică și „Institut de police scientifique” (Institutul de științe medico-legale) de la Universitatea din Lausanne. El a publicat două cărți importate în domeniul criminalisticii: Photographie judiciaire („Fotografia judiciară”, Mendel, Paris) în 1903 și prima parte a lucrării sale majore Manuel de police scientifique. I Vols et homicides („Manual de criminalistică: Furturi și omucideri”, Payot, Lausanne și Acan, Paris) în 1911. Institutul pe care l-a creat a sărbătorit aniversarea a 100 de ani în 2009 și a devenit o școală importantă, fiind denumit astăzi Ecole des sciences criminelles, care include studii de medicină legală, criminologie și drept penal în cadrul Facultății de Drept și Justiție Penală a Universității din Lausanne.

## Serbia

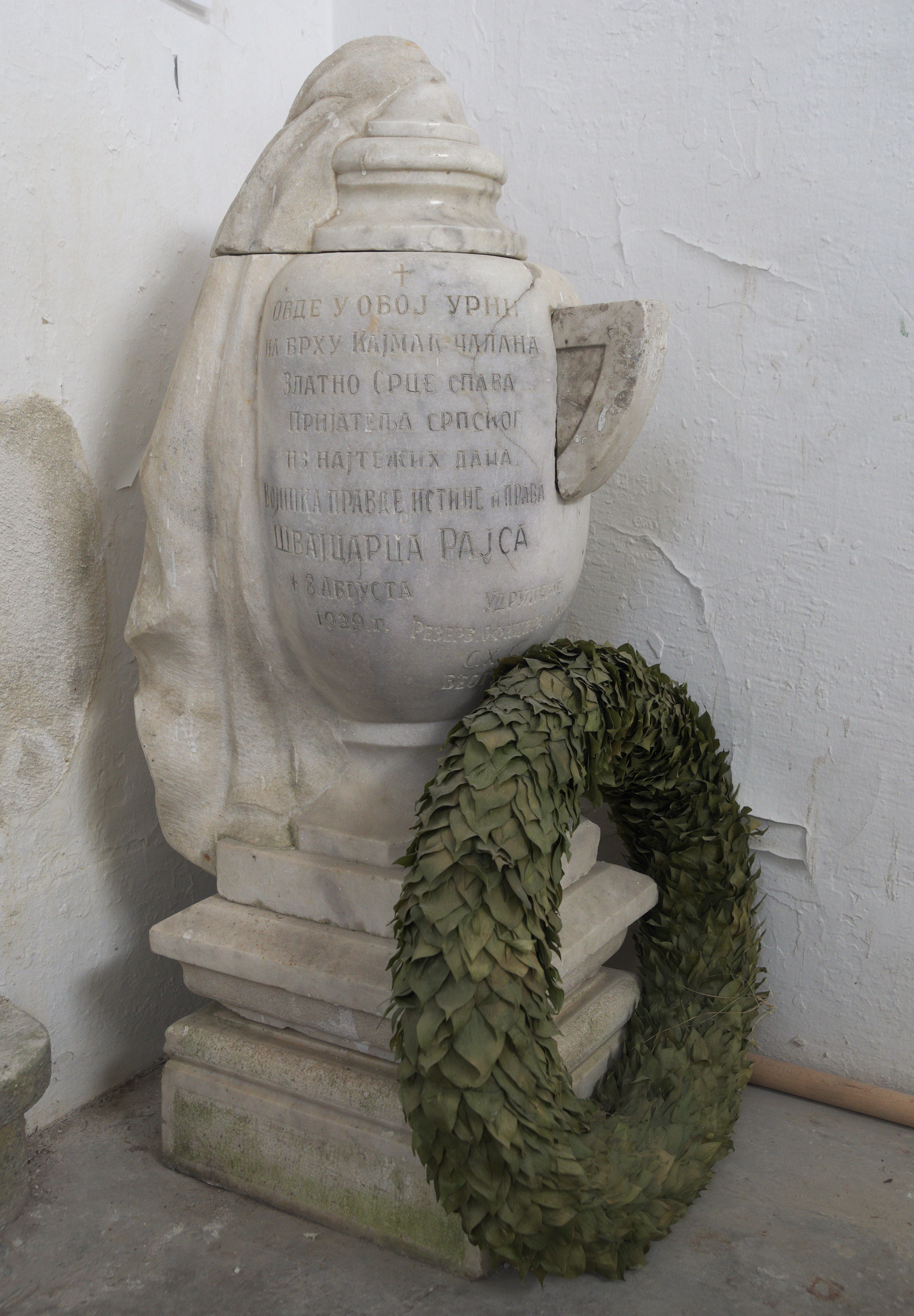
Urna conținând inima lui Archibald Reiss, care se afla pe muntele Kajmakčalan (2.521 m), unde sârbii au învins Armata Bulgară și și-au eliberat teritoriul propriu în Primul Război Mondial. Bulgarii au distrus urna în cel de-al Doilea Război Mondial

Odată cu izbucnirea Primului Război Mondial, Reiss a fost angajat de guvernul sârb să investigheze atrocitățile comise de trupele invadatoare ale Puterilor Centrale împotriva sârbilor. Dr. Reiss a documentat pe larg aceste atrocități, publicându-și rezultatele în două rapoarte. Primul, intitulat „Raport asupra atrocităților comise de Armata Austro-Ungară în timpul primei invazii în Serbia”, a fost finalizat în anul 1915 și publicat în 1916, concentrându-se asupra crimelor comise de către austro-ungari împotriva sârbilor în timpul invaziei și ocupării Serbiei în primele luni ale Primului Război Mondial în 1914. Cel de-al doilea raport al lui Reiss s-a concentrat pe cea de-a doua etapă a invaziei și ocupării Serbiei și pe crimele comise împotriva sârbilor începând din 1915, comise de data această de către forțele combinate ale Austro-Ungariei, Bulgariei și Germaniei. Acest al doilea raport, intitulat „Încălcarea regulilor și legilor războiului, comise de austro-bulgaro-germani: Scrisorile unui criminolog de pe Frontul Macedonean Sârb”, a fost publicat în 1919.
Atunci când Serbia a fost invadată în 1915 el s-a alăturat Armatei Sârbe aflată în retragere prin Albania și s-a întors cu Armata Sârbă victorioasă, atunci când Belgradul a fost eliberat în ultimele zile ale războiului. El a fost cunoscut ca un mare prieten al Serbiei și al poporului sârb și după război a decis să rămână și să trăiască în Regatul Iugoslaviei. La invitația guvernului sârb a desfășurat o investigație cu privire la atrocitățile comise de maghiari, germani și bulgari în Serbia în timpul Primului Război Mondial și și-a publicat rapoartele în revistele științifice europene. A făcut parte din delegația guvernului sârb la Conferința de Pace de la Paris din 1919. A descoperit fotografii propagandistice realizate de Armata Austro-Ungară în care erau prezentate atrocitățile comise împotriva poporului sârb.
După război, Reiss a contribuit la înființarea primei academii de poliție din Serbia și a predat cursuri de criminalistică. El a fost unul dintre fondatorii organizației de Cruce Roșie din Serbia. A devenit cetățean de onoare al orașului Krupanj în 1926.
După moartea sa, trupul său a fost îngropat în cimitirul Topčider și, la cererea lui, inima lui a fost îngropat pe dealul Kajmakčalan. Urna conținând inima lui a fost ulterior distrusă de bulgari într-un gest de răzbunare în timpul celui de-al Doilea Război Mondial.

## Moștenire
Ca un testament al său către poporul sârb, a lăsat un manuscris nepublicat Ecoutez les Serbes!  („Ascultați-i pe sârbil!”, în sârbă Čujte Srbi!). Acesta a fost finalizat pe 1 iunie 1928, iar în 2004 a fost tipărit în Serbia într-un număr mare de exemplare și distribuit gratuit.
Mai multe străzi din Serbia, în special în Voivodina, îi poartă numele. În noiembrie 2013, el a fost nominalizat pentru a fi inclus în French Forensic Science Hall of Fame de către Association Québécoise de Criminalistique.

## Lucrări
- La photographie judiciaire Beudel, Paris 1903.
- Manuel de police scientifique (technique). Préface de Louis Lépine. Payot, Lausanne 1911.
- Report upon the atrocities committed by the Austro-Hungarian army during the first invasion of Serbia. Simpkin, Marshall, Hamilton, Kent & Co. Ltd., London 1916.
- Les infractions aux règles et lois de la guerre. Payot, Lausanne 1918.
- „The kingdom of Serbia. Infringements of the rules and laws of war committed by the Austro-Bulgaro-Germans; letters of a criminologist on the Serbian Macedonian front”. 1919.
- Poslednje pismo Srbima: Čujte Srbi! Zlaja, Belgrad 2005, ISBN: 86-84737-35-0. (postum)